# Есин, Николай Александрович
Николай Александрович Есин (20 апреля 1927 года, д. Рачиновка, Кирсановский район, Тамбовская область - 7 октября 2017, Челябинск) — бетонщик, Герой Социалистического Труда (1974), лауреат премии Совета Министров СССР. Ветеран Великой Отечественной войны.

## Биография
Родился 20 апреля 1927 года в деревне Рачиновка Кирсановского района Тамбовской области в крестьянской семье.
Великая Отечественная война застала его в четырнадцатилетнем возрасте, в 1941 году работал в колхозе «14 лет Октябрьской революции» был сельскохозяйственным рабочим, конюхом. Два брата Николая Есина погибли на фронте. С 1944 года Николай Александрович — в Красной Армии. Окончил полковую школу 25-й учебной дивизии и в 1945 году служил на Балтийском флоте на подводной лодке «Щ-308», был командиром отделения торпедистов, затем в 1949 году — старшина 1-й статьи. В 1951 году Николай Александрович уволился в запас и уехал работать на строительство Куйбышевской гидроэлектростанции, был рабочий-путеец. Через два года, в 1953 году приехал на строительство Челябинского трубопрокатного завода, был бетонщиком в СМУ № 9 треста № 42, затем бригадиром. Николай Александрович Есин участвовал со своей бригадой бетонщиков в социалистическом соревновании, в 1972 году его бригада заняло второе место, в 1973 году они были признаны лучшими в Минтяжстрое СССР, заняли первое место.
За высокие результаты и проявленную трудовую доблесть и в перевыполнении планов 1973 года Николай Александрович Есин был удостоен в 1974 году звания Героя Социалистического Труда с вручением ордена Ленина и золотой медали «Серп и Молот».
Николай Александрович поступил в Челябинский строительно-монтажный техникум, который окончил в 1967 году. 
Есин Николай Александрович — член КПСС, был делегатом пятнадцатого и шестнадцатого съездов профсоюзов, в 1972 году — член ВЦСПС, был членом областного совета ветеранов ВМФ. В 1967 году имя Н. А. Есина  было занесено в Книгу почёта Челябинской области.
С 1987 года - персональный пенсионер союзного значения.
Проживал в Челябинске со своей супругой Верой Фёдоровной.
Скончался 7 октября 2017 года. Похоронен на Сухомесовском кладбище Челябинска.

## Награды
Награждён двумя орденами Ленина (1963, 1974), медалями «Серп и Молот» (1974), «За доблестный труд. В ознаменование 100-летия со дня рождения В. И. Ленина» (1970), «За победу над Германией в Великой Отечественной войне 1941—1945 гг.» (1945) и многими другими государственными наградами. Николай Александрович Есин — лауреат премии Совета Министров СССР (1982).